# Dacus alarifumidus
Dacus alarifumidus är en tvåvingeart som beskrevs av Drew 1989. Dacus alarifumidus ingår i släktet Dacus och familjen borrflugor. Inga underarter finns listade i Catalogue of Life.